# Банк Шенцзін

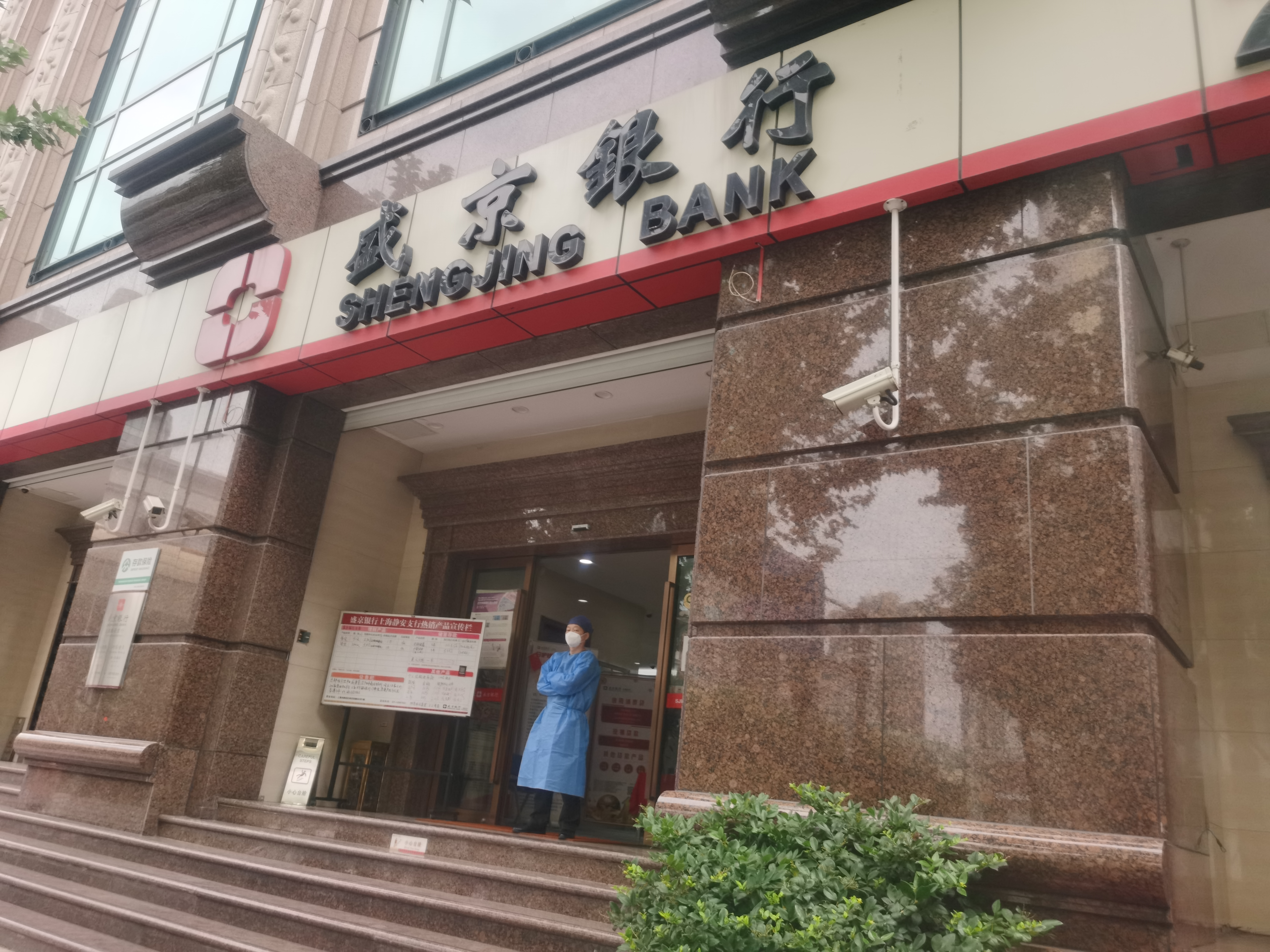
Будівля банку Шенцзін

Банк Шенцзін (кит.: 盛京银行) — комерційний банк зі штаб-квартирою в Шеньяні, провінція Ляонін, КНР. Заснований 10 вересня 1997 як Шеньянський Міський Кооперативний банк, відкрив відділення тільки в Шеньяні, але в 2007 змінив назву на «Банк Шенцзін» («Шенцзін» — назва Шеньяна в 1625—1929) і відкрив відділення в Тяньцзіні.
Діяльність банку зосереджена на північному сході КНР, мережа складається з 18 відділень, в основному спеціалізується на обслуговуванні корпоративних клієнтів (три чверті виручки), зокрема оптової та роздрібної торгівлі, на неї припадає 30 % виданих кредитів банку.
Найбільшим акціонером є гонконгська компанія Evergrande Group (36,4 % акцій). З 2019 очолює банк Цю Хофа, раніше він був віцепрезидентом Evergrande.